# Rhodanthe spicata
Rhodanthe spicata là một loài thực vật có hoa trong họ Cúc. Loài này được (Steetz) Paul G.Wilson miêu tả khoa học đầu tiên năm 1992.